# Sapromyza cerata
Sapromyza cerata är en tvåvingeart som beskrevs av Shatalkin 1996. Sapromyza cerata ingår i släktet Sapromyza och familjen lövflugor.
Artens utbredningsområde är Azerbajdzjan. Inga underarter finns listade i Catalogue of Life.